# Terwinselen
Terwinselen is een van de woonkernen in de gemeente Kerkrade in de volksmond ook wel “D’r Sjtaat” genoemd. In Terwinselen lag de staatsmijn Wilhelmina, de oudste en kleinste staatsmijn. Tot 1969 was de staatsmijn de grootste werkgever in Terwinselen.
De wijk ligt op het Plateau van Schaesberg, ten noorden van het Plateau van Spekholzerheide, en ten noordoosten van de wijk begint het Strijthagerbeekdal. Ten noorden van de wijk ligt de Wilhelminaberg, de steenberg van de Staatsmijn Wilhelmina.
In 1939 werd in de wijk Terwinselen de Botanische Tuin Kerkrade aangelegd, gebaseerd op een Engelse landschapstuin.

## Kerk
De Onze-Lieve-Vrouw-Onbevlekt-Ontvangenkerk van Terwinselen werd in 1921 gebouwd naar ontwerp van architect Hubert van Groenendael. In 1939 werden na ernstige mijnschade, waarbij koepels werden vernield, nieuwe plafonds aangebracht. In 1950 werd de vloer vernieuwd, en in 1970 werd de altaarvloer veranderd.
In Terwinselen bevindt zich ook de Calvariekapel.

## Sport
RKTSV is de voetbalclub uit Terwinselen, opgericht in 1930.

## Geboren
- Piet Engels (1923-1994), politicus
- Jan Theelen (1939-2022), muzikant, arrangeur en producer
- Sjarel Ex (1957), museumdirecteur en kunsthistoricus
- Titia Ex (1959), kunstenares